# Sebiş
Sebiș (ungarsk: Borossebes) er en by i distriktet Arad  i det vestlige Transsylvanien i Rumænien. Sebiș ligger 82 km fra distriktshovedstaden Aradog er et af de vigtigste bycentre i Crișul Alb-dalen. Den administrerer tre landsbyer: Donceni (Dancsfalva), Prunișor (Kertes) og Sălăjeni (Szelezsény). Dens område dækker 61,81 km² i det større Sebiș-bassin, som er en underenhed af Crișul Alb-bassinet.
Byen har 5.410 (2021) indbyggere.

## Historie
Den første dokumenterede omtale af lokaliteten går tilbage til år 1552, mens Sebiș senere, i 1746, fik status som marked (opidum Sebes). Donceni blev registreret i 1439, Prunișor i 1406 og Sălăjeni i 1574.
Indtil slutningen af det 18. århundrede havde Sebiș været under osmannisk besættelse og senere under habsburgsk administration.